# Townesion japonicus
Townesion japonicus är en stekelart som beskrevs av Dmitriy R. Kasparyan 1999. Townesion japonicus ingår i släktet Townesion och familjen brokparasitsteklar. Inga underarter finns listade i Catalogue of Life.